# 피카소의 비밀
《피카소의 비밀》(The Mystery Of Picasso, Le Mystere Picasso)은 프랑스에서 제작된 앙리조르주 클루조 제작, 감독의 1956년 다큐멘터리 영화이다.
이 영화는 흑백의 단순 마커 드로잉을 만드는 피카소에서부터 시작하며 점진적으로 풀 스케일 콜라주와 유화로 진행한다.

## 개봉
피카소의 비밀은 1956년 5월 18일 프랑스에서 개봉되었다. 1956년 칸 영화제에서 심사위원대상을 수상했다. 1982년 영화제에서 상영되었다.

### 조연
- 앙리조르주 클루조
- 클로드 레누아